# Julie Piekarski
Julie Piekarski (* 2. Januar 1963 in St. Louis, Missouri, Vereinigte Staaten) ist eine US-amerikanische Schauspielerin. Ihre bekannteste Rolle ist die der Sue Ann Weaver in der Fernsehserie The Facts of Life.

## Leben und Karriere
Ihren ersten großen Durchbruch im Showgeschäft hatte Piekarski 1977 als Mouseketeer bei The New Mickey Mouse Club. Nachdem sie durch ihre Arbeit für Disney an Popularität gewonnen hatte, wurde sie von 1979 bis 1981 als Sue Ann Weaver in der Originalbesetzung von The Facts of Life gecastet. Als der Sender beschloss, die Show umzugestalten, wurden Piekarski und mehrere andere Mitglieder der Originalbesetzung entlassen. In den nächsten Staffeln trat sie gelegentlich als ihre Figur auf und 1986 in einer Reunion-Folge. Anschließend trat sie in mehreren Fernsehshows auf, hauptsächlich mit Gastauftritten, vor allem in Noch Fragen Arnold?, Herzbube mit zwei Damen, Quincy und Junge Schicksale.
Nach einer kurzen Tätigkeit als Unterhaltungsreporter bei KPLR-TV in St. Louis war Piekarski von 1986 bis 2017 mit dem Zahnarzt John Probst verheiratet. Sie lebten mit ihren drei Kindern in der Nähe von St. Louis.

## Filmografie
- 1977: The New Mickey Mouse Club (Fernsehserie, 1 Folge)
- 1977: Winners (Fernsehserie, 1 Folge)
- 1977: Disney-Land (Fernsehserie, 1 Folge)
- 1979: Noch Fragen Arnold? (Diff'rent Strokes, Fernsehserie, 1 Folge)
- 1981: The Best of Times (Fernsehfilm)
- 1981: The Miracle of Kathy Miller (Fernsehfilm)
- 1982: Quincy (Quincy M.E., Fernsehserie, 1 Folge)
- 1983: Herzbube mit zwei Damen (Three's Company, Fernsehserie, 1 Folge)
- 1983: Junge Schicksale (ABC Afterschool Specials, Fernsehserie, 1 Folge)
- 1979–1986: The Facts of Life (Fernsehserie, 17 Folgen)
- 2020: The Importance of Doubting Tom
- 2021: Pilot Season (Miniserie, 1 Folge)
- 2022: Doubting Tom